# Journal d'un dégonflé : Rodrick fait sa loi (film)
Série
Journal d'un dégonflé
(2010) Journal d'un dégonflé : Ça fait suer !
(2012)
Pour plus de détails, voir Fiche technique et Distribution.
Journal d'un dégonflé : Rodrick fait sa loi (Diary of a Wimpy Kid: Rodrick Rules) est un film de comédie américain réalisé par David Bowers, sorti en 2011. Il est le deuxième long métrage de la saga des Journal d'un dégonflé.
Il est la suite de Journal d'un dégonflé sorti en 2010 et il est suivi par Le Journal d'un dégonflé : ça fait suer ! en 2012 et Journal d'un dégonflé : Un looong voyage en 2017.

## Synopsis
Greg a survécu à l'entrée en sixième et a fini par s'intégrer au collège. Cette année, il entre en cinquième. Sa vie serait presque heureuse s'il ne continuait pas à être le bouc-émissaire de sa camarade Patty Farrell et si ses parents n'avaient pas décidé que lui et son grand frère Rodrick doivent passer beaucoup plus de temps ensemble. Face à celui qui fait de sa vie un enfer, Greg va devoir déployer des trésors d'ingéniosité, surtout s'il veut avoir une chance d'approcher Holly, la jolie nouvelle à qui il aimerait bien plaire... Il a fait une fête, arrivera-t-il à la cacher pour avoir une chance de participer au concours des talents ?

## Fiche technique
Sauf indication contraire, les informations mentionnées dans cette section peuvent être confirmées par les bases de données cinématographiques IMDb et Allociné,  présentes dans la section « Liens externes ».
- Titre original : Diary of a Wimpy Kid: Rodrick Rules
- Titres français et québécois: Le Journal d'un dégonflé : Rodrick fait sa loi[1]
- Titre français alternatif : Journal d'un dégonflé 2 : La Menace "Grand Frère"[2],[3]
- Réalisation : David Bowers
- Scénario : Jeff Judah et Gabe Sachs, d'après le roman Journal d'un dégonflé de Jeff Kinney
- Musique : Edward Shearmur
- Direction artistique : Shannon Grover
- Décors : Brent Thomas
- Costumes : Tish Monaghan
- Photographie : Jack N. Green
- Son : James Bolt, Paul Pavelka, William Stein, Elliot Tyson
- Montage : Troy Takaki
- Production : Nina Jacobson et Brad Simpson
  - Production déléguée : Jeff Kinney
  - Coproduction : Ethan Smith
  - Directeur du développement : Bryan Unkeless
- Sociétés de production : Color Force, Dune Entertainment III et PBBBBBBBBBT! Productions, en association avec Dune Entertainment, présenté par Fox 2000 Pictures
- Sociétés de distribution : Twentieth Century Fox (États-Unis), Twentieth Century Fox France (France)
- Budget : 21 millions de dollars[4]
- Pays de production : États-Unis
- Langue originale : anglais
- Format : couleur (DeLuxe) — 35 mm — 2,35:1 (Cinémascope / Panavision) — son Dolby / Dolby Surround 7.1 / Datasat / SDDS
- Genre : comédie
- Durée : 100 minutes
- Date de sortie[5] :
  - États-Unis, Québec : 25 mars 2011[1]
  - France : 13 juillet 2011
- Classification :
  - États-Unis : des scènes peuvent heurter les enfants - accord parental souhaitable (PG - Parental Guidance Suggested)[N 1]
  - France : tous publics (conseillé à partir de 10 ans)[6],[7]

## Distribution
Légende : Version Québécoise = VQ
- Zachary Gordon (VQ : Samuel Jacques) : Greg Heffley
- Devon Bostick (VQ : Frédéric Millaire-Zouvi) : Rodrick Heffley
- Robert Capron (VQ : Léa Coupal-Soutière) : Rowley Jefferson
- Rachael Harris (VQ : Viviane Pacal) : Susan Heffley
- Steve Zahn (VQ : Louis-Philippe Dandenault) : Frank Heffley
- Connor et Owen Fielding : Mannu Heffley
- Peyton Roi List (VQ : Gabrielle Thouin) : Holly Hills
- Karan Brar (VQ : Charles Sirard-Blouin) : Chirag Gupta
- Grayson Russel : Fregley
- Fran Kranz (VQ : Pierre-Yves Cardinal) : Bill Walter
- Laine MacNeil (en) : Patty Farrell
- Alex Ferris : Collin Lee
- Dalila Bela : Taylor Pringle
- Andrew McNee : Coach Malone
- Rob LaBelle : Mr Winsky
- Kaye Capron : Mme Jefferson
- Alf Humphreys : Mr. Jefferson
- Jennifer Clement : Mme Flint
- Belita Moreno : Mme Norton
- Owen Best : Bryce Anderson
- Harrison Houde : Darren Walsh

## Distinctions

### Récompenses2012
- Guild of Music Supervisors Awards : GMS Award de la meilleure supervision musicale pour les films d'un budget supérieur à 20 millions de dollars pour Julia Michels
- Young Artist Awards 2012 : Young Artist Award du meilleur second rôle féminin dans un film (Jeune actrice) pour Laine MacNeil

### Nominations2012
- Young Artist Awards :
  - Meilleure jeune acteur dans un film pour Zachary Gordon
  - Meilleur second rôle masculin dans un film (Jeune acteur) pour Karan Brar
  - Meilleur second rôle masculin dans un film (Jeune acteur) pour Robert Capron
  - Meilleure jeune actrice de dix ans et moins dans un film pour Dalila Bela
  - Meilleur jeune acteur de dix ans et moins dans un film pour Connor Fielding et Owen Fielding

## Éditions en vidéo
- En France, le film Halloween 2 est sorti en DVD le 1er février 2012[3]. Le film est également sorti en VOD le 14 mai 2015[6].
- Au Québec, le film est sorti en DVD le 21 juin 2011[1].